# Pyrrhura amazonum
Il parrocchetto di Hellmayr (Pyrrhura amazonum Hellmayr, 1906) è un uccello della famiglia Psittacidae, endemico del Brasile.

## Descrizione
È un pappagallo di media taglia, lungo circa 22 cm, dal piumaggio prevalentemente verde.

## Biologia

### Alimentazione
Si nutre di frutti  (per esempio Euterpe oleracea), semi e fiori (p.es. Erythrina spp.).

## Distribuzione e habitat
L'areale della specie è ristretto alla parte sud-orientale dell'Amazzonia brasiliana.

## Tassonomia
In passato era considerata una sottospecie di Pyrrhura picta; nel 2007 è stata elevata al rango di specie a sé stante.
Il Congresso Ornitologico Internazionale (2018) riconosce le seguenti sottospecie:
- Pyrrhura amazonum amazonum Hellmayr, 1906
- Pyrrhura amazonum snethlageae Joseph & Bates, 2002
- Pyrrhura amazonum lucida Arndt, 2008

## Conservazione
La IUCN Red List classifica Pyrrhura amazonum come specie in pericolo di estinzione (Endangered).